# Crocidura zimmermanni
Crocidura zimmermanni es una especie de mamífero de la familia Soricidae endémica de Creta, en Grecia.

## Estado de conservación y amenazas
Sufre la competencia de Crocidura suaveolens (introducida en Creta entre 2.500 aC y 1.500 a. C.)